# 셰르푸르구

방글라데시 셰르푸르구

셰르푸르구(벵골어: শেরপুর জেলা)는 방글라데시 북부에 있는 구이며, 마이멘싱주의 일부이다. 셰르푸르구는 1984년 이전에 자말푸르구의 하위 구역이었다. 1984년 2월 22일에 정으로 승격되었다. 셰르푸르구는 방글라데시의 수도 다카에서 북쪽으로 약 197~199 킬로미터 (122~124 마일) 떨어진 곳에 위치해 있다.

## 어원
"셰르푸르"라는 이름은 고대 역사에서 찾을 수 없다. 악바르 황제의 통치 기간 동안, 이 지역은 "대시 카호니아 바주"라고 불렸다. 이 지역에서 브라마푸트라강의 이전 이름은 "루히토 사가르"로 셰르푸르 지방의 남쪽 경계에서 자말푸르 가트에 이르는 광대한 지역에 위치했다. 이 지역의 사람들은 강에서 여행하는 것에 대한 연간 세금으로 임대인들에게 10 카혼 동전을 지불해야 했다. "대시"는 10을 의미하고 "카혼"은 128개의 조각을 의미하는 셈의 단위이다. 이 사건 이후, 이 지역은 "대시 카호니아"라고 불리게 되었다.
가지 씨족의 마지막 지주였던 방글라데시의 나와비 시대에 셰르 알리 가지는 이 지역을 독립적으로 점령하고 통치했다. 이때부터 이 지역의 이름은 통치자인 셰르 알리 가지의 이름에 따라 "대시 카호니아"에서 셰르푸르로 바뀌었다.

## 역사
셰르푸르구는 고대에 카마루파 왕국의 일부였고 결국 무굴 제국의 벵골 수바의 일부가 되었다. 파키르-산냐시 반란은 워런 헤이스팅스 때부터 찰스 콘월리스 경까지 동인도 회사와 지역 자민다르에 대항하여 일어났다. 파키르 운동의 지도자인 티푸 샤는 이 지역의 주권을 선언하고 가지리파에 수도를 세웠다. 농민 회의는 1906년, 1914년, 1917년에 카스 무함마드 초두리의 지도하에 셰르푸르구의 카마러 샤르에서 열렸다. 공산주의자들은 셰르푸르구에서 1838~48년 동안 난카르, 통크, 바왈리, 마하자니, 이자라다리의 체제에 대항하여 반란을 일으켰다. 1897년 대지진으로 브라마푸트라강이 자무나강으로 흘러들어갔고, 구 브라흐마푸트라 강의 흐름이 크게 줄어들었다. 그것은 또한 많은 오래된 건물들에 심각한 피해를 입혔다.
1970년 셰이크 무지부르 라흐만이 선언한 비협력 운동 기간 동안 이 지역에 전쟁 위원회가 결성되었다. 셰르푸르구는 전쟁 위원회가 이끄는 자유 투사들을 훈련시킴으로써 중요한 역할을 했다.

## 인구
| 연도     | 인구      | ±% p.a. |
| -------- | --------- | ------- |
| 1981     | 920,889   | —       |
| 1991     | 1,138,629 | +2.15%  |
| 2001     | 1,279,542 | +1.17%  |
| 2011     | 1,358,325 | +0.60%  |
| 2022     | 1,501,853 | +0.92%  |
| Sources: |           |         |

2011년 방글라데시 인구 조사에 따르면 셰르푸르구의 인구는 1,358,325명이며, 이 중 676,388명은 남성이고 681,937명은 여성이다. 농촌 인구는 1,170,219명(86.15%)인 반면 도시 인구는 188,106명(13.85%)이었다. 셰르푸르구는 7세 이상 인구의 문맹률이 37.91%로 남성은 40.17%, 여성은 35.70%였다.

## 같이 보기
- 방글라데시의 구
- 마이멘싱